# Œuvres de Nicolas de Staël
Entre les tableaux, les collages et les dessins, ce sont au total plus de mille pièces (compositions abstraites, nus, natures mortes, paysages, marines), réalisées par le peintre Nicolas de Staël, qui sont dans les musées et dans les collections particulières.
Cette liste recense en priorité, parmi les œuvres importantes de l'artiste, celles qui sont exposées dans des musées. Ou bien, dans le cas de collections particulières, celles qui sont le plus souvent prêtées et qui apparaissent dans les rétrospectives.

## Œuvres de Staël

### 1941-1946
- Paysage du Broc (Maison du Broc), 1941,  huile sur toile 55 × 46 cm, collection particulière[1]
- Portrait de Jeannine, 1941- 1942, 81 × 60 cm, collection particulière[2]
- Composition 1942, huile sur toile, 130 × 71 cm, Musée d'Art moderne et d'Art contemporain de Liège, Belgique[3]
- Composition sur fond gris, 1944, huile sur toile, 89 × 115 cm, Lille Métropole Musée d'art moderne, d'art contemporain et d'art brut[4],[5]
- Porte sans Porte , 1946, 189 × 94 cm, collection Moueix, Libourne[6]
- Composition (Staël 1945) , huile sur toile, 24 × 34,5 cm, vendue à New York par Theodore Schempp, musée d'Israël, Jérusalem, don de Mme et M. Frederick Baer, 1988[7].
- Composition 1945 (non datée) , huile sur toile, 21 × 65 cm, Musée des Beaux-Arts de Lyon[8].
- La Vie dure, 1946, huile sur toile, 142 × 161 cm Centre national d'art et de culture Georges-Pompidou, Paris[9],[10]
- Composition en noir, 1946, huile sur toile, 200 × 150,5 cm, Kunsthaus de Zurich, Suisse[11].
- Composition Paris 1946, 1946, huile sur toile, 154 × 81 cm, Galerie d'art de l'université Washington à Saint-Louis, Saint-Louis, Missouri[12].
- Composition en gris et jaune, 1946, 100 × 65 cm, collection privée, Suisse[13]
- Composition bleue, 1946, 100 × 65 cm, collection privée, Suisse [13]
- Composition bleue (peinture composition), 1946 73 × 69 cm Galerie Bayeler, Bâle[14]
- Émail, 1946, huile sur toile, 60,5 × 46,5 cm, Staatsgalerie, Stuttgart, Stuttgart[15].
- Éclair, 1946, huile sur toile, 115,5 × 89 cm, Scottish National Galleries, Édimbourg[16],[17]
- Composition 1946, II, 1946, huile sur toile, 100 × 65 cm, Art Institute, Chicago[18],[19]
- Composition Staël 46, 1946, huile sur isorel non datée, certifiée authentique par André Lanskoy, 73 × 58 cm, Centre d'art Henie-Onstad à Høvikodden près d'Oslo[20].
- Peinture (Composition bleue, rouge et noire), 1946 huile sur toile, 80 × 65 cm Centre d'art Henie-Onstad, Oslo[21].
- De la danse, 1946-1947[22] huile sur toile, 195,4 × 114,5 cm, musée national d'art moderne, Paris[23],[24]
- Coïncidences, 1946, huile sur toile, 100 × 80 cm, Lille Métropole Musée d'art moderne, d'art contemporain et d'art brut[25],[26]
- Port-Manech, 1946, huile sur toile, 61 × 50 cm, Musée des Beaux-Arts, Dijon[27],[28]

### 1947- 1949
- Ressentiment, 1947, huile sur toile, 100 × 81 cm, peint à Paris, collection particulière[29].
- Peinture, 1947, huile sur toile, 195,6 × 97,5 cm, Museum of Modern Art, New York[30],[31]
- Peinture, vent debout, 1947, huile sur toile, 195 × 97,5 cm, Museum of Modern Art,  New York[32].
- Composition en rouge, 1947, huile sur toile, 22 × 27 cm, musée national d'Art moderne, Paris[33]
- Hommage à Piranese, 1948, huile sur toile, 100 × 73 cm, Centre d'art Henie-Onstad, Oslo[34]
- Le Chemin difficile, 1948, huile sur toile, 100,5 × 83,3 cm, Indianapolis Museum of Art [35]
- Composition grise, 1948, huile sur toile, 148,5 × 68,5 cm, Museo nacional Thyssen-Bornemisza, Madrid[36]
- Composition clair-obscur, 1948, huile sur toile, 50 × 61 cm, Centre d'art Henie-Onstad, Oslo[37].
- Composition céladon, 1948, huile sur toile 73 × 60 cm, Musée des Beaux-Arts, Dijon[38],[28]
- Composition Staël 1948, 1948, huile sur toile 81 × 60 cm, Aichi Prefectoral art museum, Nagasaki, Japon[39].
- Composition Staël 1948 II, 1948, huile sur toile 46 × 38 cm, Kunstmuseum de Winterthour, Suisse[40].
- Composition 1948 III, 1948, 80 × 60 cm Aichi prefectural art museum Nagasaki Japon [39]
- Histoire naturelle, 1948, huile sur toile 60 × 81 cm, Centre d'art Henie-Onstad [41].
- Composition nocturne, 1948, huile sur toile 60,3 × 81,2 cm, The Phillips Collection, Washington[42],[43]
- Pierre traquée, 1948, huile sur toile 38 × 46 cm, musée d'art de Cincinnati, Cincinnati (Ohio)[44]
- Composition nocturne 2, 1948, huile sur toile, 60,3 × 81,2 cm, The Phillips Collection Washington[45]
- Marathon, 1948, huile sur toile, 80,3 × 64,8 cm, Tate, Londres[46]
- Composition en gris et vert, également intitulée Composition (les pinceaux) ou Composition, 1949, huile sur toile 162,5 × 114 cm, musée national d'art moderne, Paris[47]
- Nord (Staël), 1949, huile sur toile 24 × 41 cm, The Phillips Collection Washington[48],[49]
- Rue Gauguet, 1949, huile sur toile, 199 × 240,5 cm, Museum of Fine Arts, Boston[50],[51]
- Jour de fête, 1949, huile sur toile 100 × 73 cm, collection privée, Paris[52].
- Volume des choses, 1949, huile sur toile 184 × 41 cm, Columbia Museum of Art, Columbia (Caroline du Sud)[53].
- Composition gris et vert, composition abstraite, 1949, huile sur toile 162 × 114 cm, Centre national d'art et de culture Georges-Pompidou, Paris[54],[55].
- Composition en rose et gris, 1949, huile sur toile 60 × 81 cm, Musée des beaux-arts de Rennes[56].
- Fleurs, 1949, 140 × 97 cm, collection particulière, Genève
- Sans titre, 1949, huile sur toile, 73.7 × 88.6 cm, The Museum of Fine Arts, Houston[57]

### 1950-1952
- Composition 1950 (Composition grise), 1950, huile sur toile 200 × 400 cm[58], collection privée, vendue chez Sotheby's en 2014, aperçu de Composition grise renommée Composition 1950.
- Composition 1950 (Peinture), 1950, huile sur toile 81 × 116 cm[59]
- Composition, vers 1950, huile sur carton  14 × 18,1 cm, Allen Memorial Art Museum, Oberlin[60]
- Composition en gris et bleu (ou gris vert et bleu), 1950, huile sur toile, 115 × 195 cm, collection particulière[61]
- Composition 1950 (rouge), 1950, huile sur toile, 80,3 × 99,5 cm, Musée d'art de Saint-Louis, Saint-Louis[62].
- Nocturne (piano picture), 1950, huile sur toile, 99,6 × 147,3 cm, The Phillips Collection Washington[63],[64]
- Composition vert pâle, gris et rouge, 1950, huile sur toile 45,9 × 61,1 cm, musée d'art de Denver,Colorado[65].
- Composition 1950 (Staël), 1950, huile sur toile 124,8 × 79,2 cm, Tate (galerie) Londres[66],[67]
- Composition 1950 (sans titre), 1950, huile sur toile 60 × 92 cm, musée d’Israël, Jérusalem, Israël[68].
- Composition 1950 (Staël II), 1950, huile sur toile 124,8 × 79,2 cm, Tate, Saint-Ives[69],[70]
- Oiseau noir, 1950, huile sur toile 12 × 16 cm, Musée des Beaux-Arts, Dijon[71].
- Intérieur (Staël), 1950, huile sur toile 31 × 55 cm, Musée des Beaux-Arts, Dijon[72].
- Mantes-la-Jolie, 1951, huile sur toile, 33,6 × 46,8 cm, Musée des Beaux-Arts, Dijon[30],[28],[73]
- La Ville blanche, 1951, huile sur toile, 65 × 92 cm, Musée des Beaux-Arts, Dijon[74],[28]
- Les Feuilles mortes, 1951, huile sur toile 50,4 × 73,2 cm, Musée des Beaux-Arts, Dijon[75].
- Composition, 1951, huile sur toile,  13,7 × 17,8 cm,  Allen Memorial Art Museum, Oberlin[76]
- Composition 1951 non datée, 1951, huile sur toile 160 × 75 cm, Kunsthaus de Zurich, Zurich[77].
- Rectangles jaunes et verts, 1951, huile sur toile, 129,7 × 97,4 cm, Fukuoka Art Museum, Japon[78],[79]
- Composition Staël 1951, 1951, huile sur toile 49,5 × 61,6 cm, Museum of Modern Art, New York[80].
- Fugue (landscape construction), 1951-1952, huile sur toile, 80,6 × 100,3 cm The Phillips Collection, Washington[81],[82]
- Composition fond rouge, 1951, huile sur isorel, Fonds national d'art contemporain, Paris[83].
- Série Les Footballeurs, 1952 : 
  - Les Footballeurs I, Fondation Pierre Gianadda, Martigny[84].
  - Les Footballeurs II
  - Les Footballeurs III
  - Les Footballeurs IV, huile sur toile, 16 × 22 cm, Musée des Beaux-Arts, Dijon [85],[86],[28],[87]
  - Les Footballeurs VII, huile sur toile, 59,7 × 72,4 cm Los Angeles Museum of Contemporary Art [88],[89],[90]
  - Les Footballeurs VIII, huile sur toile, 81,3 × 68 cm Modern Art Museum, Fort Worth[84],[91]
- Mantes-la-Jolie, 1952, huile sur toile, 33,5 × 36,2 cm, musée des beaux-arts de Dijon[92].
- Composition (composition 1952), 1951 huile sur toile 80,7 × 115,5 cm, musée d'Art Contemporain de Chicago, Chicago[93].
- Paysage dédicacé à René Char, 15,5 × 27 cm, Sprengel Museum, Hanovre[94].
- Les Toits, 1952, huile sur isorel, 200 × 150 cm, musée national d'Art moderne, Paris[95],[96]
- Fleurs, 1952, huile sur toile, 140 × 97 cm, collection Daniel Varenne, Genève [97]
- Nature morte aux bouteilles, 1952, huile sur toile, 64,7 × 81 cm, Museum Boijmans Van Beuningen, Rotterdam[98],[99]
- Le Lavandou, 1952, huile sur toile marouflée sur bois, 195 × 97 cm, Centre national d'art et de culture Georges-Pompidou, Paris, don de Jacques Dubourg 1959[100],[101]
- Le Lavandou 2, 1952, huile sur toile, 195 × 97 cm, Centre national d'art et de culture Georges-Pompidou, Paris[102]
- Le Parc de Sceaux, 1952, huile sur toile, 161,9 × 113,9 cm, The Phillips Collection, Washington[103],[104]
- Paysage, 1952, huile sur toile, 64,8 × 80,7 cm, Milwaukee Art Museum, Milwaukee[105],[106]
- Figures au bord de la mer, huile sur toile, 161,5 × 129,5 cm, Kunstsammlung Nordrhein-Westfalen, musée fédéral de Wesphalie du nord, Düsseldorf[107]
- Maisons à Gentilly, 1952, huile sur toile, 10 × 18,1 cm, musée des beaux-arts de l'Ontario de Toronto[98].
- Le Parc des Princes, 1952, huile sur toile, 200 × 350 cm, collection particulière[2].
- Étude de paysage, 1952, huile sur toile, 32,7 × 46 cm, Tate, Londres[108]
- Bord de la Mer, 1952, huile sur toile, 54,1 × 73 cm,  Milwaukee Art Museum, Milwaukee[109]

### 1953-1955
- Fleurs blanches dans un vase noir, 1953, huile sur toile, 99,7 × 72,9 cm, Toledo Museum of Art, Toledo (Ohio)[110],[111]
- L'Orchestre, 1953, huile sur toile, 200 × 350 cm,  Centre national d'art et de culture Georges-Pompidou, Paris[112],[113]
- Les Musiciens, souvenir de Sidney Bechet, 1953, huile sur toile, 162 × 114 cm, musée national d'Art moderne, Paris[114],[115]
- Les Indes galantes (Staël I), 1953, huile sur toile, 162 × 114 cm, collection particulière[116].
- Les Indes galantes (Staël II), 1953, huile sur toile, 162 × 113 cm, collection particulière[117].
- Ballet (bouteilles), 1953, huile sur toile, 200 × 350 cm, National Gallery of Art, Washington, D.C.[118],[119]
- Figures (Staël), 1953, huile sur toile, 162 × 114 cm, collection particulière, Paris[120].
- Les Musiciens (street musiciens), 1953, huile sur toile, 162,2 × 114,3 cm, The Phillips Collection, Washington[121],[122]
- Nu : une inconnue, nu couché, 1953, huile sur toile, 97 × 146 cm[123].
- Nu debout (Staël I), 1953, huile sur toile, 146 × 97 cm, collection particulière, Zurich[124].
- Agrigente Zurich, 1953, huile sur toile, 73 × 100 cm, Kunsthaus, Zürich Vereinigung Zürcher Kunstfreunde[125].
- Agrigente, 1953, huile sur toile, 89 × 130 cm,  Los Angeles Museum of Contemporary Art[126], collection Rita et Taft Schreiber, don de Rita Schreiber[127], répertorié dans le catalogue Schreiber à la date 1954 voir en ligne no 757 du catalogue raisonné de Françoise de Staël autre titre :Vue d'Agrigente, postdaté 1954 par l'artiste[128].
- Portrait d'Anne, 1953, huile sur toile, 89 × 130 cm, musée Unterlinden, Colmar[129],[130]
- Femme assise (Staël), 1953, huile sur toile, 114 × 162 cm[131]
- Grand nu orange, 1953, (post-daté par le peintre 1954), huile sur toile, 97 × 146 cm[132].
- Figure, nu assis, figure accoudée, 1953, huile sur toile, 89 × 130 cm[133]
- Nu Jeanne, (Nu debout), 1953, huile sur toile, 147 × 97 cm[134],
- Paysage du Vaucluse, 1953, huile sur toile, 65 × 81 cm, Albright-Knox Art Gallery, Buffalo (New York)[135],[136]
- Fleurs 1953, 1953, 130 × 89 cm, Milwaukee Art Museum, Milwaukee (Wisconsin)[137],[138]
- Pavots, 1953, 81,3 × 64,8 cm, Rose Art Museum, université Brandeis, Waltham dans le Massachusetts[139]
- Nature morte, 1953, huile sur toile, 65 × 81,2 cm, National Gallery of Victoria, Melbourne[140],[141]
- Paysage de Provence, 1953, 33 × 46 cm, Museo nacional Thyssen-Bornemisza, Madrid[142],[143]
- Nature morte sur table, 1953, 73 × 100 cm Sarah Campbell Blaffer Foundation, Houston, Texas [144]
- Bol blanc, 1953, 32,3 × 54,6 cm, musée d'art de Cincinnati, Cincinnati (Ohio)[140]
- Nature morte sur fond jaune, 1953, huile sur toile, 50,3 × 61,2 cm, Menard Art Museum, Aichi[145]
- Paysage Agrigente, 1953-1954, 60 × 81 cm Staatliche Kunsthalle Karlsruhe, Karlsruhe[128]
- Nu couché (Nu), 1954, 97 × 146,5 cm, collection particulière[146], acquis par une personne de nationalité américaine le mardi 6 décembre 2011 lors d'une vente à Paris pour plus de 7 millions d'euros.
- La Tour Eiffel, 1954, musée d'art moderne de Troyes
- Agrigente (1954), 1954, huile sur toile 60 × 81 cm collection particulière[147]. Ce tableau a les mêmes dimensions et le même aspect que celui répertorié par Françoise de Staël au n° 731 du catalogue raisonné de Françoise de Staël[148]. Il existe en fait deux tableaux différents de mêmes dimensions portant le même titre et les mêmes dates, mais dont le traité diffère nettement.
- Sicile vue d'Agrigente, 1954, huile sur toile, 114 × 146 cm, Musée de Grenoble[128],[149],[150]
- Le Phare (Antibes), 1954, huile sur toile, 60 × 81 cm,  Menard Art Museum, Aichi[151]
- Nice, 1953-1954, huile sur toile, 73,3 × 93,4 cm, Hirshhorn Museum and Sculpture Garden, Washington[129],[152]
- La Tour Eiffel, 1954, musée d'art moderne de Troyes
- Nu debout (Moca), 1954, huile sur toile, 146 × 97,8 cm, Los Angeles Museum of Contemporary Art, postdaté 1954 par l'artiste[153],[154]
- Port de Sicile, 1954, 114,5 × 146,5 cm, National Gallery of Canada, Ottawa[155]
- Bateaux rouges, 1954, 80 × 60,3 cm, Milwaukee Art Museum, Milwaukee[156],[157]
- Marine avec chaland, 1954, 89 × 131 cm, Minneapolis Institute of Arts, Minneapolis, Minnesota[158]
- Vue des quais, 1954, 89 × 116 cm, Fondation Magnani-Rocca, Mamiano-Mamiano, province de Parme[159]
- Tour Eiffel Paris, 1954, 24 × 33 cm, musée d'art moderne de Troyes, Troyes[160]
- Le Pont d'Auteuil, 1954, 80 × 60,3 cm, Milwaukee Art Museum, Milwaukee[159],[161]
- Le Bateau, 1954, huile sur toile, 46,3 × 61 cm, Scottish National Galleries, Édimbourg[162],[163]
- Le Port de Dunkerque, 1954, 60 × 81,2 cm, musée d'art de Cincinnati, Cincinnati[164]
- Palette rose, 1954, 73 × 100 cm, Centre d'art Henie-Onstad, Oslo[165]
- Nature morte en grisaille, 1954, 62 × 81,3 cm, musée des beaux-arts de l'Ontario, Toronto[165]
- Coin d'atelier à Antibes 1954, huile sur toile, 140 × 89 cm, Kunstmuseum Berne (Suisse)[166]
- Nature morte au poêlon et bouteilles, 1955, huile sur toile, 89 × 116 cm, collection privée[167]
- Nature morte au chandelier sur fond bleu, 1955, huile sur toile, 89 × 130 cm, musée Picasso, Antibes[168], (donation Françoise de Staël)
- Ménerbes, 1954, huile sur toile, 60 × 81 cm, musée Fabre, Montpellier[169],[170]
- Les Martigues, 1954, huile sur toile, 146 × 97 cm, Kunstmuseum, Winterthour, Suisse[169]
- La Seine, 1954, huile sur toile, 89,2 × 130,2 cm, Hirshhorn Museum and Sculpture Garden, Washington[171],[172]
- Marseille, 1954, huile sur toile, 89,2 × 130,2 cm, Los Angeles County Museum of Art, Los Angeles[173],[174]
- La Cathédrale, 1955, huile sur toile, 195 × 130 cm, musée des Beaux-Arts de Lyon[175],[176]
- Nature morte au poêlon, 1955, collection particulière
- Coin d'atelier fond bleu, 1955, huile sur toile, 195 × 114 cm, Centre national d'art et de culture Georges-Pompidou, Paris[177],[178]
- Nu couché bleu, 1955, huile sur toile, 114 × 162 cm, collection particulière[179].
- Le Piano, 1955, huile sur toile, 160 × 220 cm, collection particulière[180]
- Atelier à Antibes, 1955, huile sur toile, 195 × 114 cm, collection particulière[181]
- Chemin de fer au bord de la mer, soleil couchant, huile sur toile, 73 × 100 cm, galerie Daniel Malingue[182]
- Le Fort carré d'Antibes, 1955, 195 × 114 cm, musée Picasso d'Antibes[183]
- Paysage, Antibes, 1955, huile sur toile, 116 × 89 cm, initialement répertorié dans le catalogue raisonné sous le titre Paysage (n° 1023) avec le cachet d'atelier au dos, non daté, peint à Antibes. Le tableau[184]  a été offert au MuMa - Musée d'art moderne André-Malraux du Havre, parmi les œuvres de la donation Senn-Fould[185],
- Le Concert (Le Grand Concert : L'Orchestre), 1955, huile sur toile 350 × 600 cm, musée Picasso, Antibes, dernier tableau de Nicolas de Staël no 1100 du catalogue raisonné[186]
- L'Étagère, 1955, huile sur toile, 88,5 × 116 cm, Museum Ludwig, Cologne[187]

### Musées (accès aux œuvres par lien en source)

#### Allemagne
- Kunstsammlung Nordrhein-Westfalen, Düsseldorf
  - Figure au Bord de la mer, 1952, huile sur toile, 163,9 × 131,8 cm[188]
- Sprengel Museum, Hannovre
  - Sans titre, 1952, huile sur carton,16,5 × 32,9 cm[189]
  - Face au Havre, 1952, huile sur papier, 27,2 × 32,9 cm[190]
- Staatliche Kunsthalle, Karlsruhe
  - Paysage, 1953, huile sur toile, 60 × 81 cm[191]

#### Australie
- National Gallery of Victoria, Melbourne
  - Nature morte, 1953, huile sur toile, 65 × 81,2 cm[140],[141]

#### Espagne
- Museo nacional Thyssen-Bornemisza, Madrid
  - Composition grise, 1948, huile sur toile, 148,5 × 68,5 cm[36]
  - Paysage de Provence, 1953, huile sur toile, 33 × 46 cm[142],[143]

#### États-Unis
- Museum of Fine Arts, Boston
  - Rue Gauguet, 1949, huile sur toile, 199 × 240,5 cm[50],[51]
- Albright-Knox Art Gallery, Buffalo (New York)
  - Paysage du Vaucluse, 1953, huile sur toile, 65 × 81 cm[135],[136]
- Art Institute, Chicago
  - Composition 1946, II, 1946, huile sur toile, 100 × 65 cm[18],[19]
- Modern Art Museum, Fort Worth
  - Les Footballeurs VIII, huile sur toile, 81,3 × 68 cm[84],[91]
- The Museum of Fine Arts, Houston
  - Sans titre, 1949, huile sur toile, 73.7 × 88.6 cm[57]
- Los Angeles County Museum of Art
  - Marseille, 1954, huile sur toile, 89,2 × 130,2 cm[173],[174]
- Los Angeles Museum of Contemporary Art
  - Les Footballeurs VII, 1952, huile sur toile, 59,7 × 72,4 cm [88],[89],[90]
  - Agrigente, 1953, huile sur toile, 89 × 130 cm [126]
  - Nu debout (Moca), 1954, huile sur toile, 146 × 97,8 cm, postdaté 1954 par l'artiste[153],[154]
- Milwaukee Art Museum
  - Paysage, 1952, huile sur toile, 64,8 × 80,7 cm[105],[106]
  - Bord de la Mer, 1952, huile sur toile, 54,1 × 73 cm[109]
  - Fleurs 1953, 1953, 130 × 89 cm[137],[138]
  - Bateaux rouges, 1954, 80 × 60,3 cm[156],[157]
  - Le Pont d'Auteuil, 1954, 80 × 60,3 cm[159],[161]
- Metropolitan Museum of Art, New York
  - Composition, 1952, huile sur toile, 49,5 × 61,6 cm[192]
- Museum of Modern Art, New York
  - Peinture, 1947, huile sur toile, 195,6 × 97,5 cm[30],[31]
- Museum of Art, Toledo (Ohio)
  - Fleurs blanches dans un vase noir, 1953, huile sur toile, 99,7 × 72,9 cm[110],[111]
- Hirshhorn Museum and Sculpture Garden, Washington
  - Nice, 1953-1954, huile sur toile, 73,3 × 93,4 cm[129],[152]
  - La Seine, 1954, huile sur toile, 89,2 × 130,2 cm[171],[172]
- Kreeger Museum, Washington.D.C
  - Fleurs dans un vase rouge, 1954, huile sur toile, 100 × 73 cm[193]

- National Gallery of Art, Washington, D.C
  - Ballet (bouteilles), 1953, huile sur toile, 200 × 350 cm[118],[119]
- The Phillips Collection, Washington, D.C
  - Composition nocturne, 1948, huile sur toile, 60,3 × 81,2 cm[42],[43]
  - Nord (Staël), 1949, huile sur toile, 24 × 41 cm[48],[49]
  - Nocturne (piano picture), 1950, huile sur toile, 99,6 × 147,3 cm[63],[64]
  - Le Parc de Sceaux, 1952, huile sur toile, 161,9 × 113,9 cm[103],[104]
  - Fugue (landscape construction), 1951-1952, huile sur toile, 80,6 × 100,3 cm[81],[82]
  - Les Musiciens, 1953, huile sur toile, 162,2 × 114,3 cm[121],[122]

#### France
- Musée Granet, Aix-en-Provence
  - Footballeurs XII, 1952, huile sur toile, 81 × 65 cm
  - Ciel à Honfleur, 1952, huile sur panneau, 21,8 × 25,7 cm[194]
- Musée Unterlinden, Colmar
  - Composition, 1946, huile sur toile, 104 × 85 cm[195]
  - Composition bleue, 1946, huile sur toile[196]
  - Portrait d'Anne, 1953, huile sur toile, 89 × 130 cm[129],[130]
- Musée des Beaux-Arts, Dijon
  - Port-Manech, 1946, huile sur toile, 61 × 50 cm[27],[28]
  - Composition céladon, 1948, huile sur toile 73 × 60 cm[38],[28]
  - La Ville blanche, 1951, huile sur toile, 65 × 92 cm[74],[28]
  - Mantes-la-Jolie, 1951, huile sur toile, 33,6 × 46,8 cm[30],[28],[73]
  - Les Footballeurs IV, 1952, huile sur toile, 16 × 22 cm [85],[86],[28],[87]
  - Les Footballeurs V, 1952, huile sur toile, 21 × 27 cm[197]
- Musée de Grenoble
  - Sicile vue d'Agrigente, 1954, huile sur toile, 114 × 146 cm[128],[149],[150]
- Musée d'art moderne André-Malraux, Le Havre
  - Paysage, Antibes, 1955, huile sur toile, 116 × 89 cm[184]

- Lille Métropole Musée d'art moderne, d'art contemporain et d'art brut
  - Composition sur fond gris, 1944, huile sur toile, 89 × 115 cm[4],[5]
  - Coïncidences, 1946, huile sur toile, 100 × 80 cm[25],[26]
- Musée des Beaux-Arts de Lyon
  - La Cathédrale, 1955, huile sur toile, 195 × 130 cm[175],[176]
- Musée Cantini, Marseille
  - Harmonie rouge, bleue et noire, huile sur bois, 60 × 81 cm[198]
- Musée Fabre, Montpellier
  - Ménerbes, 1954, huile sur toile, 60 × 81 cm, Musée Fabre, Montpellier[169],[170]
- Centre national d'art et de culture Georges-Pompidou, Paris
  - La Vie dure, 1946, huile sur toile, 142 × 161 cm[9],[10]
  - De la danse, 1946-1947[22], huile sur toile, 195,4 × 114,5 cm[23],[24]
  - Composition rouge CR102, 1947, huile sur toile, 22 × 27 cm[199]
  - Composition gris et vert; Composition abstraite, 1949, huile sur toile, 162 × 114 cm[54],[55].
  - Les Toits, 1952, huile sur isorel, 200 × 150 cm[95],[96]
  - Le Lavandou, 1952, huile sur toile marouflée sur bois, 195 × 97 cm, don de Jacques Dubourg 1959[100],[101]
  - Les Musiciens, souvenir de Sidney Bechet, 1953, huile sur toile, 162 × 114 cm[114],[115]
  - L'Orchestre, 1953, huile sur toile, 200 × 350 cm[112],[113]
  - Coin d'atelier fond bleu, 1955, huile sur toile, 195 × 114 cm[177],[178]
- Musée d'art moderne de Paris
  - Sans titre, 1946, huile sur toile, 54 × 64,5 cm[200]
- Musée des Beaux-Arts, Rennes
  - Composition, huile sur toile, 60 × 81 cm[201]
- Musée d'Art moderne, Troyes
  - La Tout Eiffel, 1954, huile sur toile, 24 × 33 cm[202]

#### Japon
- Menard Art Museum, Aichi
  - Nature morte sur fond jaune, 1953, huile sur toile, 50,3 × 61,2 cm[145]
  - Le Phare (Antibes), 1954, huile sur toile, 60 × 81 cm[151]
- Fukuoka Art Museum
  - Rectangles jaunes et verts, 1951, huile sur toile, 129,7 × 97,4 cm[78],[79]

#### Pays-Bas
- Museum Boijmans Van Beuningen, Rotterdam
  - Nature morte aux bouteilles, 1952, huile sur toile, 64,7 × 81 cm[98],[99]

#### Royaume-Uni
- Scottish National Galleries, Édimbourg
  - Éclair, 1946, huile sur toile, 115,5 × 89 cm[16],[17]
  - Le Bateau, 1954, huile sur toile, 46,3 × 61 cm[162],[163]
- Tate, Londres
  - Étude de paysage, 1952, huile sur toile, 32,7 × 46 cm[108]
  - Marathon, 1948, huile sur toile, 80,3 × 64,8 cm[46]
- Tate, Saint-Ives
  - Composition 1950 (Staël II), 1950, huile sur panneau 124,8 × 79,2 cm[69],[70]